# Timizart
Timizart (în arabă تيمزارت) este o comună din provincia Tizi Ouzou, Algeria.
Populația comunei este de 28.996 de locuitori (2008).